# Vallon de Saint-Barthélemy
Le vallon de Saint-Barthélemy est une vallée latérale de la Vallée d'Aoste.

## Géographie
Le vallon de Saint-Barthélemy se situe au nord du chef-lieu de Nus. Il se termine par le pic de Luseney.
Il se trouve entre le Valtournenche à l'est et le Valpelline à l'ouest et au nord.
Les bourgs que l'on rencontre en remontant ce vallon se nomment :
- Val - 1 250 m ;
- Les Fabriques - 1 430 m ;
- Issologne - 1 520 m ;
- Lignan - 1 633 m (village principal) ;
- Clémensod - 1 630 m ;
- Saquignod - 1 690 m ;
- Baravex - 1 740 m ;
- Praz - 1 750 m ;
- Vénoz - 1 775 m ;
- Le Cret - 1 785 m ;
- Porliod - 1 890 m.

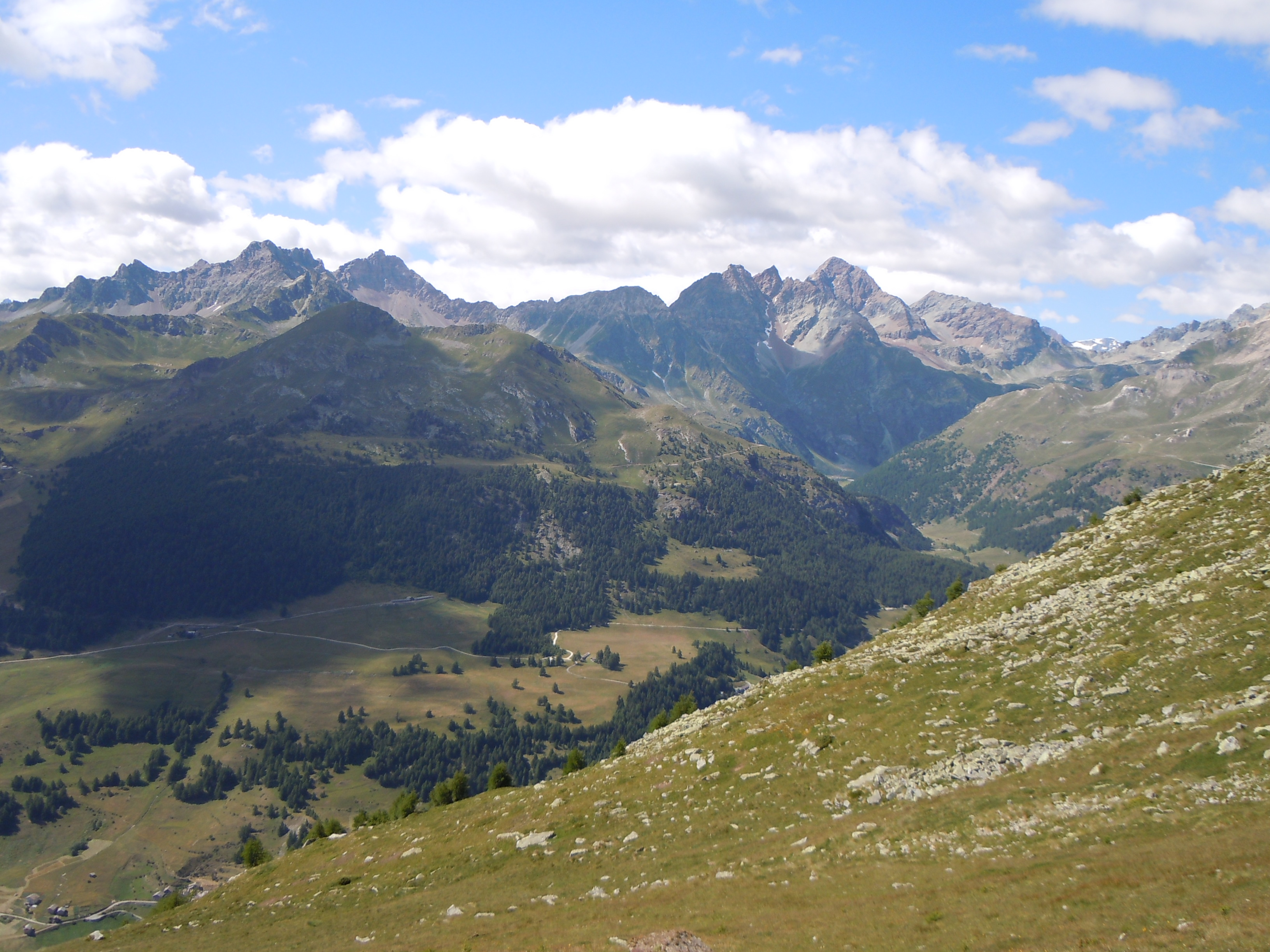
Le vallon vu depuis le pic d'Aver.
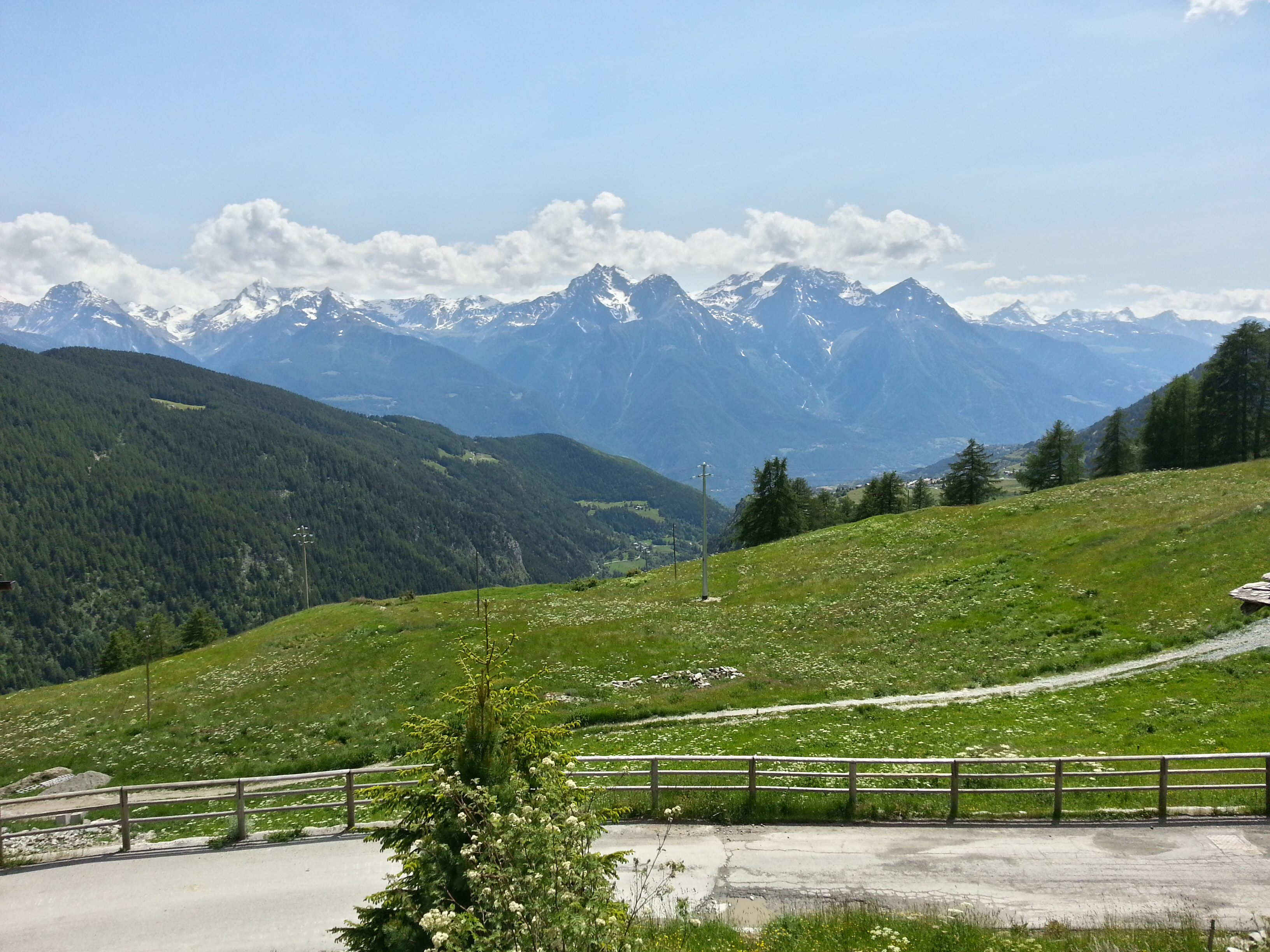
Le chaînon du mont Émilius vu depuis le hameau Porliod.
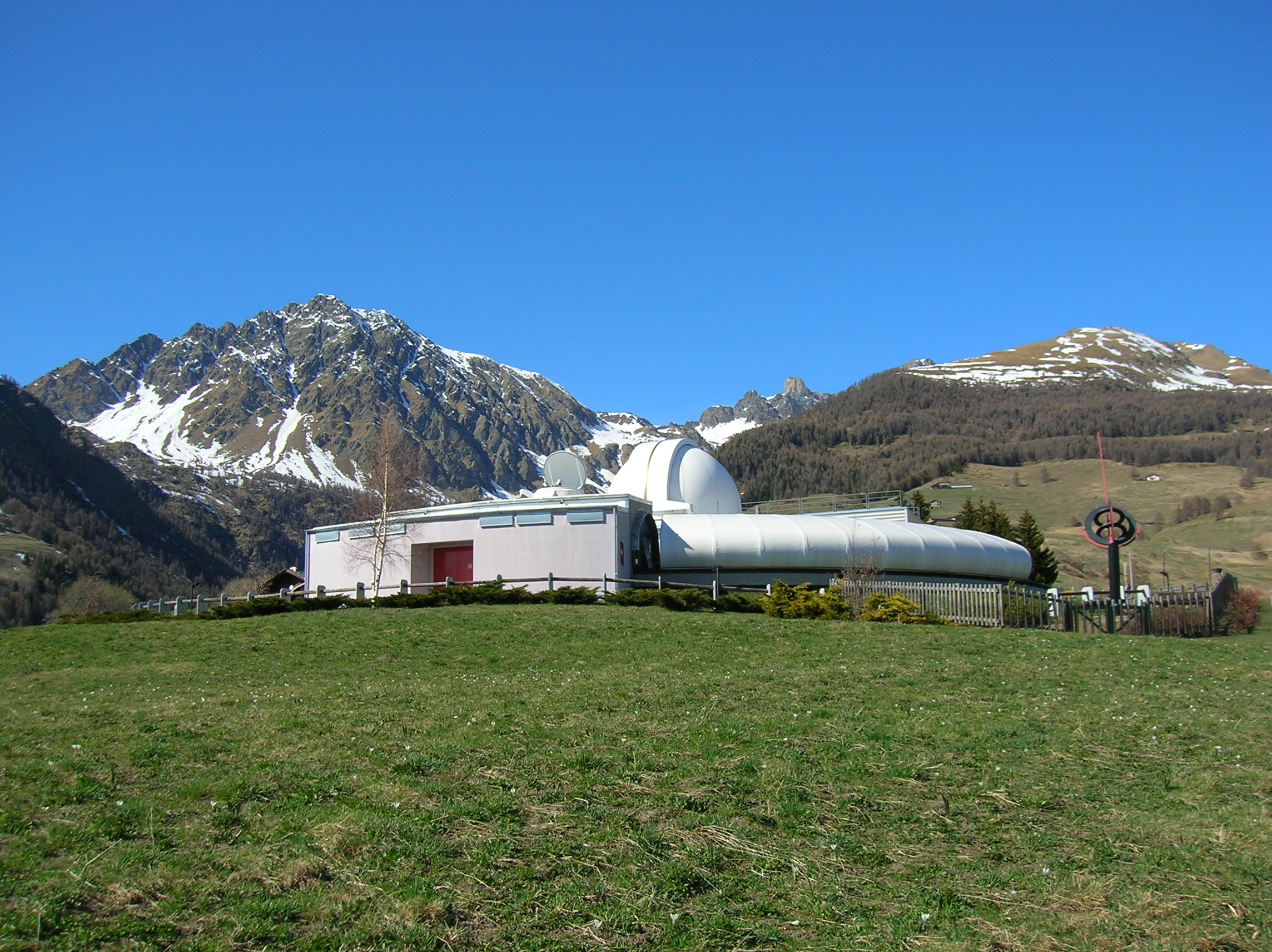
L'observatoire astronomique de la Vallée d'Aoste près du village de Lignan.

## Lieux d'intérêt
- Dans le vallon, la présence humaine est très pauvre, ce qui a favorisé la construction de l'observatoire astronomique de la Vallée d'Aoste, au hameau Lignan.
- Refuge-oratoire de Cunéy.
- Sanctuaire de Cunéy.
- Installations de ski à Porliod et à Lignan.